# 南宗寺

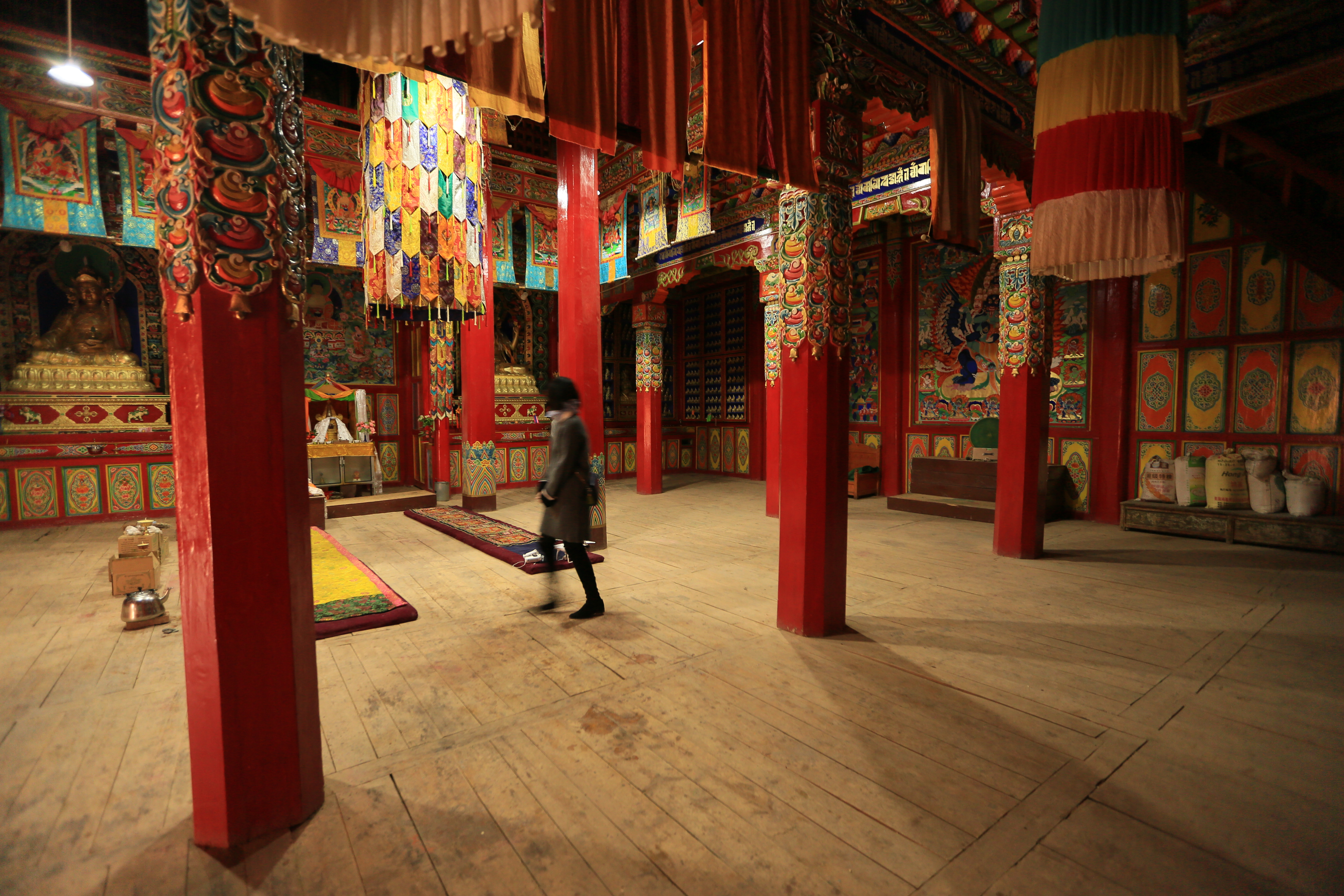
寺内佛堂内景

南宗寺（又名“阿琼南宗寺”、“安俊寺”等），位于中国青海省尖扎县布拉乡，属于藏传佛教宁玛派（红教）寺庙，为第六批青海省文物保护单位，公布日期为1998年12月22日，类型为古建筑。
南宗寺（又名“阿琼南宗寺”、“安俊寺”等）的历史年代为清。